# Rambla del Agua (Valle del Zalabí)
La Rambla del Agua es una localidad y pedanía española perteneciente al municipio del Valle del Zalabí, en la provincia de Granada. Está situada en la parte oriental de la comarca de Guadix. Cerca de esta localidad se encuentran los núcleos de Charches y El Pocico.
La totalidad del pueblo se ubica en pleno parque natural de la Sierra de Baza. Las viviendas de la Rambla del Agua mantienen la arquitectura tradicional alpujarreña, con casas con porches de piedra de terraos de launa.

## Historia
Su origen histórico data sobre el siglo XV, cuando aparece una aldea de pastores que pertenecía al municipio de Aldeire primero, a Dólar después y más tarde en 1853 se integra con Charches y otros diseminados para formar ayuntamiento propio. Finalmente, en 1974, Charches se fusiona junto con Alcudia de Guadix y Exfiliana en un solo municipio llamado Valle del Zalabí, recayendo la capitalidad municipal en el núcleo alcudianero. Desde entonces, la Rambla del Agua es una pedanía zalabiense.
A finales del siglo XIX y principios del s. XX contaba con casi quinientos habitantes. Su despoblación comenzó en los años 1950, aunque fue en los años 1960 cuando quedó totalmente abandonado al emigrar sus vecinos a ciudades como Barcelona o Elche para trabajar. Las causas de esta masiva despoblación fueron muy variadas: la falta de infraestructuras y aislamiento en general; la supresión de las escuelas y consulta médica; el cierre progresivo de las minas de los Cuellos y de las Piletas; así como la mala cosecha de cereales.

## Demografía
Según el Instituto Nacional de Estadística de España, en el año 2024 la Rambla del Agua contaba con 5 habitantes censados, lo que representa el 0,24% de la población total del municipio.

### Evolución de la población
| Gráfica de evolución demográfica de Rambla del Agua entre 2019 y 2024 |
|                                                                       |
| Datos según el nomenclátor publicado por el INE.                      |

## Comunicaciones
Algunas distancias entre la Rambla del Agua y otras ciudades:
| Ciudades          | Distancia (km) |
| ----------------- | -------------- |
| Alcudia de Guadix | 32             |
| Guadix            | 37             |
| Granada           | 92             |
| Almería           | 93             |
| Jaén              | 149            |
| Murcia            | 265            |

## Cultura

### Patrimonio
El edificio más destacado de la localidad es la Iglesia de Santa María de la Piedad (s. XVIII-XIX), de estilo mudéjar.

### Fiestas
La Rambla del Agua celebra sus fiestas el último fin de semana de agosto en honor a la Virgen de la Piedad, patrona del pueblo.
El Domingo de Resurrección tiene lugar la fiesta del Judas. Para ello, se escoge a un personaje ficticio y los vecinos del pueblo le disparan con una escopeta hasta que prenden fuego al Judas.